# Gynopygoplax brunneopunctata
Gynopygoplax brunneopunctata är en insektsart som beskrevs av Victor Lallemand 1939. Gynopygoplax brunneopunctata ingår i släktet Gynopygoplax och familjen spottstritar. Inga underarter finns listade i Catalogue of Life.